# Naturschutzgebiet Stoltera
Das Naturschutzgebiet Stoltera, offizielle Bezeichnung Naturschutzgebiet Stoltera bei Rostock, ist ein 83 Hektar umfassendes Naturschutzgebiet in Mecklenburg-Vorpommern westlich von Warnemünde. Es umfasst das als Stoltera bezeichnete, mit Küstenwald bestandene Kliff und den nördlich anschließenden Strand- und Flachwasserbereich der Ostsee. Die West-Ost-Ausdehnung beträgt 2,8 Kilometer bei einer Breite von ungefähr 300 Metern. Die Ausweisung erfolgte am 13. Oktober 1939 mit dem Ziel, einen aktiven Abschnitt der Steilküste mit Strandsaum und Wäldern zu schützen. Das Gebiet dient als geologisches Anschauungsobjekt für eiszeitliche Ablagerungen und Küstendynamik. Der Gebietszustand wird als gut eingestuft, da kein Küstenschutz die Gebietsentwicklung beeinträchtigt. Die intensive Nutzung als Naherholungsgebiet wirkt sich vereinzelt nachteilig aus.

## Geschichte
Während der Eiszeit wurde im Rostocker Raum eine Grundmoräne aus verschieden zusammengesetzten Geschiebemergelschichten abgelagert und durch nachfolgende Vorstoßphasen des Eises überformt. Die Schichten stammen aus unterschiedlichen Epochen der Eiszeit und sind stellenweise 100.000 Jahre alt. Warmphasen in der Eem-Warmzeit führten zur Grünfärbung einer über dem Strand anstehenden Schicht als sogenannte Grüne Rinde. Dieser geologische Aufschluss ist einzigartig im Bundesland.
Im unmittelbaren Küstenabbruchbereich bildete sich ein Kliff heraus, das noch heute etwa 13 Meter Höhe erreicht. Der Steilküstenaufschluss dient seit dem 19. Jahrhundert als geologisches Forschungsobjekt, beginnend mit den jahrzehntelangen Studien von Eugen Geinitz. Der Wald auf dem Kliff ist Anfang des 20. Jahrhunderts angepflanzt worden.

## Pflanzen- und Tierwelt

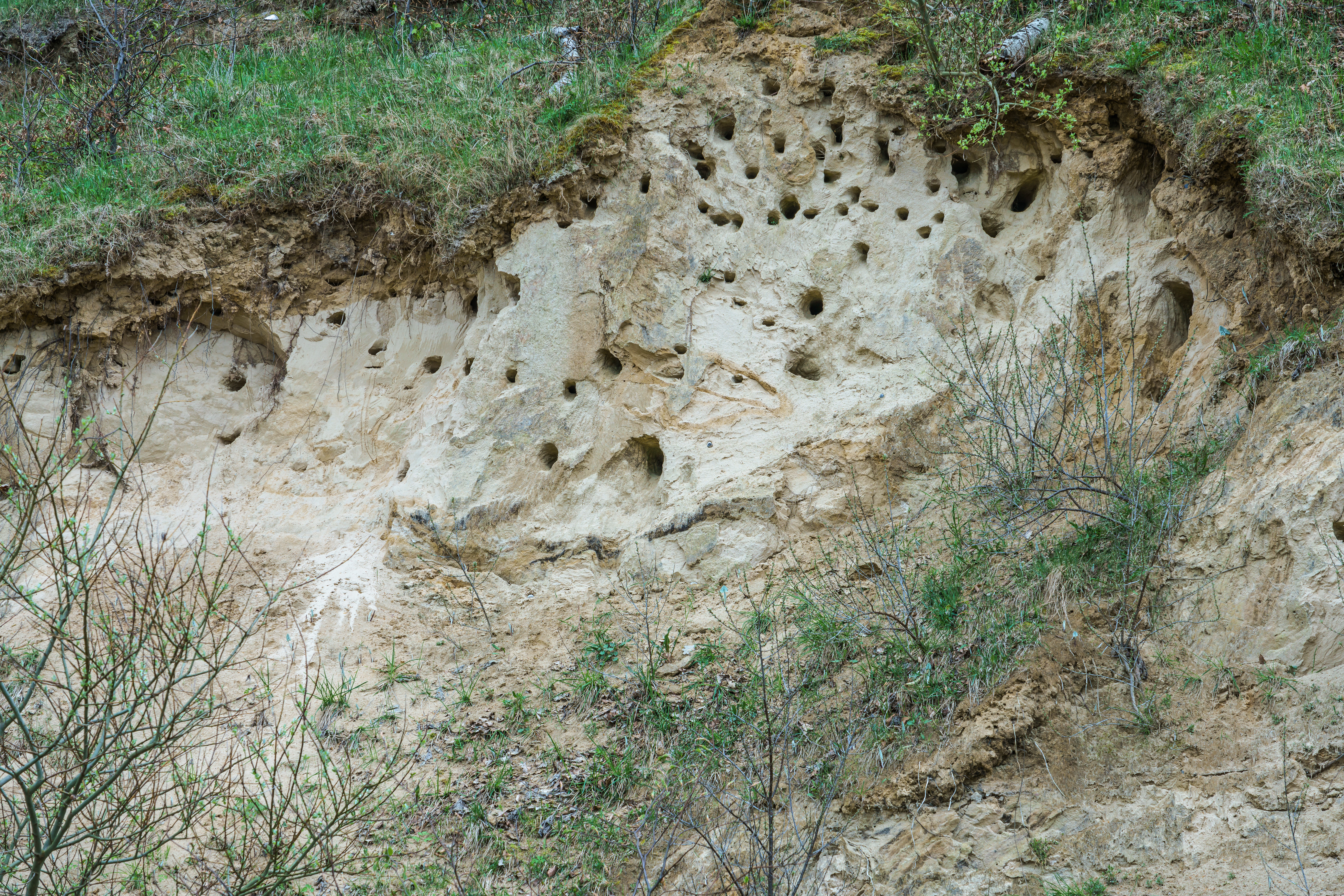
Uferschwalben-Höhlen am Kliff

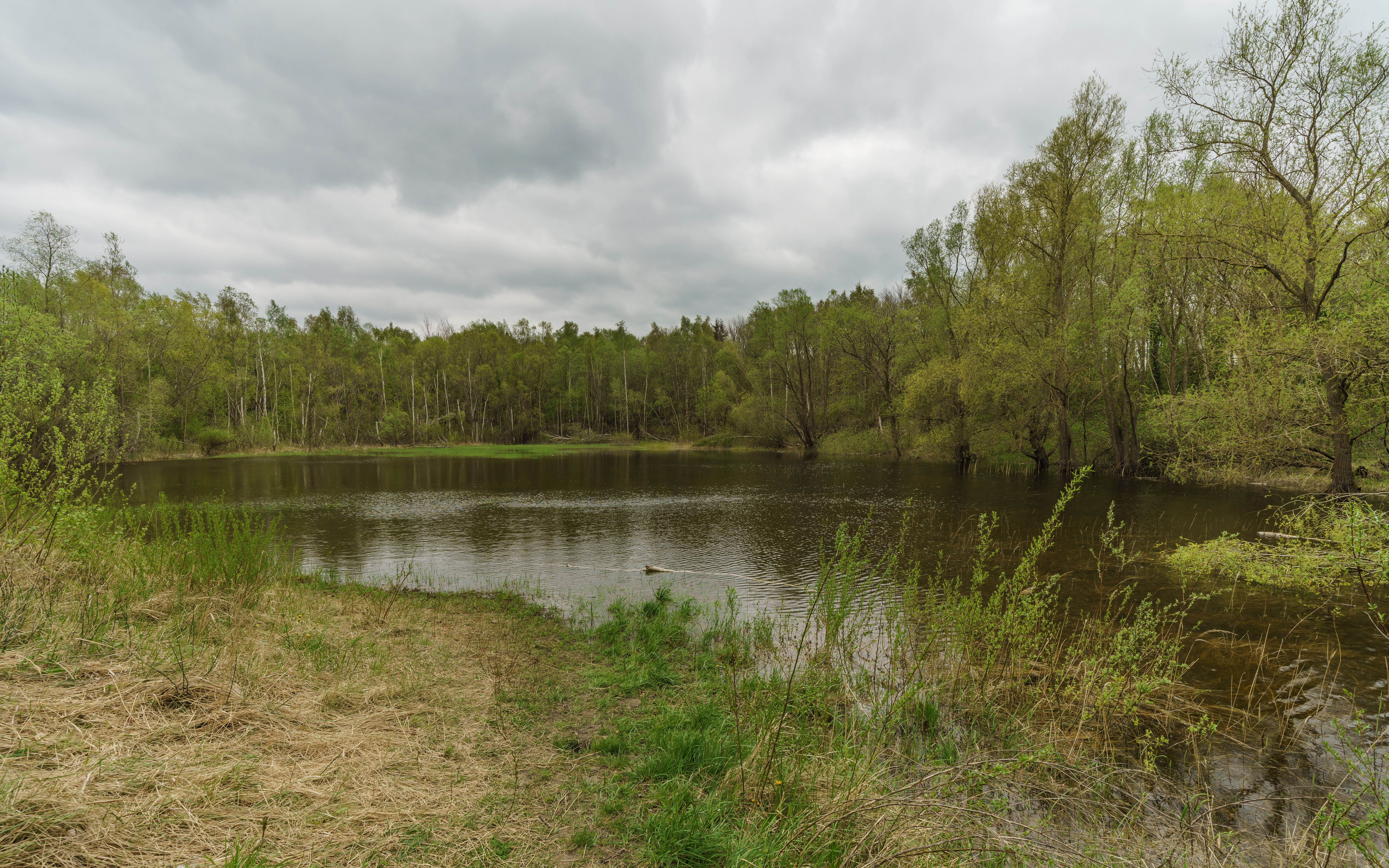
Küstenwald mit See (im Frühjahr)

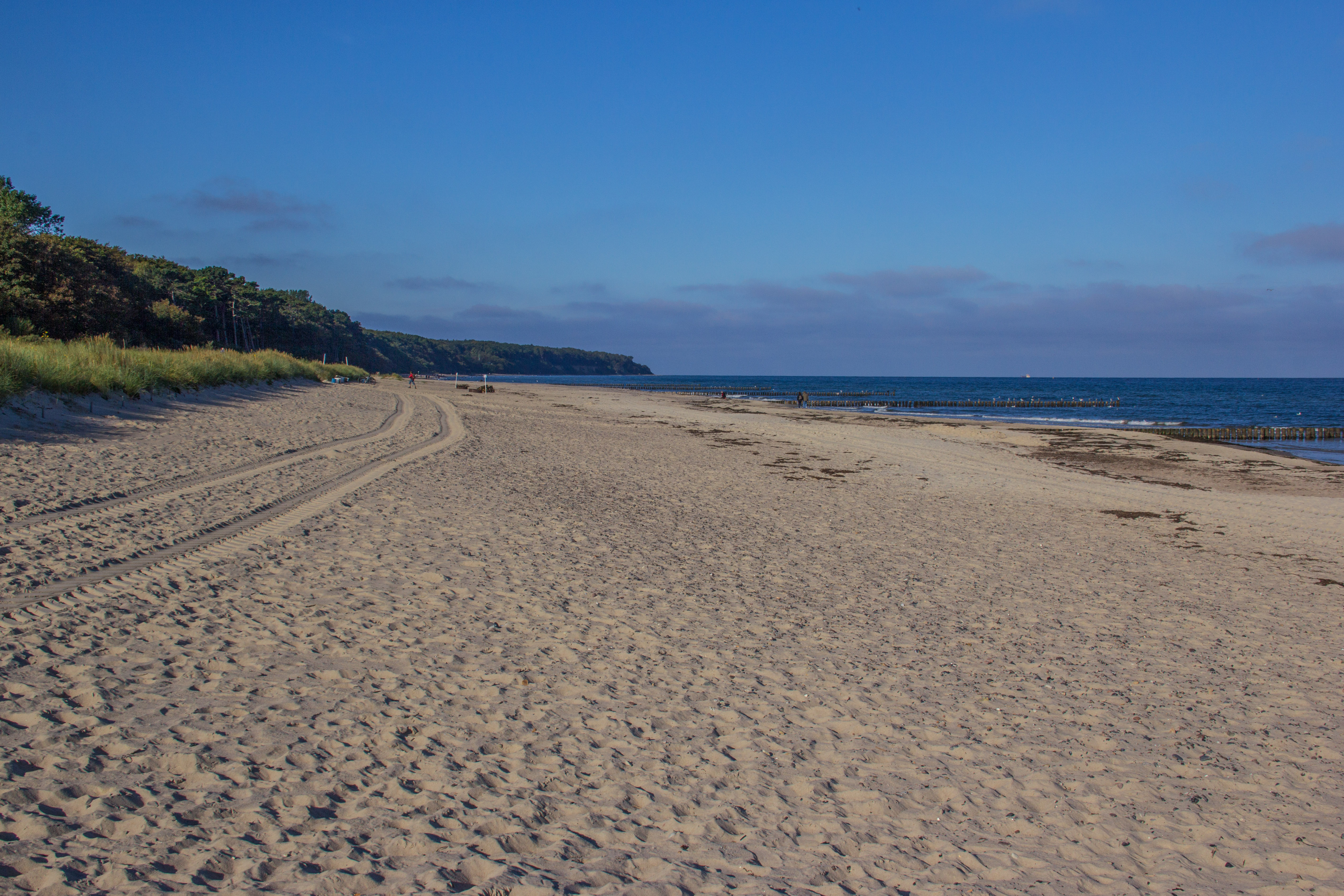
Strand an der Stoltera im Herbst

Das offene aktive Kliff ist ein extremer Lebensraum mit ungehindertem Witterungsangriff, Abbrüchen, hohem Salzgehalt der Luft und schattiger Lage durch Nordexposition.
Von See kommend finden sich die ersten Pionierpflanzen am Strand mit einer Spülsaum-Vegetation aus Strand-Melde, Salzmiere, Strandroggen und Meersenf. Am Kliffrand schließen Flächen mit Huflattich an, die sich zu einem Holunder-Sanddorngebüsch weiterentwickeln. Magerrasen und Pionierwald bedeckt die sandigen Hänge. Typische Vertreter sind Zitter-Pappel, Sal-Weide, Birke, Stiel-Eiche und Rotbuche. Der überwiegende Teil des Naturschutzgebietes wird von Laubmischwald mit Rot- und Hainbuche, Stiel-Eiche und Birke eingenommen. Es finden sich Bestände von Wiesen-Schachtelhalm und Breitblättriger Sitter.
In den nordexponierten lehmigen Steillagen lebt eine hochspezialisierte Art der Gattung der Ahlenkäfer Bembidion pallidipenne. In den Kliffs brüten Uferschwalben. Der Große Abendsegler kommt vor.